# 김재임
김재임(金在任, 1950년 6월 16일 ~ )은 대한민국의 제6대 전라남도 순천시의원이다.

## 학력
- 1967.06 고등학교 입학학력 검정고시 합격

## 경력
- 순천시 여성농민회장
- 주암면 여성농민회장
- 순천농협 이사
- 주암면 감성동촌마을 이장
- 2014.07 ~ 2018.06 제6대 전라남도 순천시의회 의원
- 2014.07 ~ 2016.07 제6대 전라남도 순천시의회 전반기 문화경제위원회 위원
- 2014.07 ~ 2016.07 제6대 전라남도 순천시의회 전반기 예산결산특별위원회 위원
- 2014.11 ~ 2014.11 제6대 전라남도 순천시의회 문화경제위원회 행정사무감사 위원
- 2015.12 ~ 2015.12 제6대 전라남도 순천시의회 문화경제위원회 행정사무감사 위원
- 2016.07 ~ 2018.06 제6대 전라남도 순천시의회 후반기 문화경제위원회 위원
- 2016.07 ~ 2018.06 제6대 전라남도 순천시의회 후반기 예산결산특별위원회 위원
- 2016.12 ~ 2016.12 제6대 전라남도 순천시의회 문화경제위원회 행정사무감사 위원
- 2017.12 ~ 2017.12 제6대 전라남도 순천시의회 문화경제위원회 행정사무감사 위원

## 역대 선거 결과
| 실시년도 | 선거      | 대수 | 직책   | 선거구      | 정당       | 득표수    | 득표율          | 순위         | 당락 | 비고           |
| -------- | --------- | ---- | ------ | ----------- | ---------- | --------- | --------------- | ------------ | ---- | -------------- |
| 2014년   | 지방 선거 | 6대  | 시의원 | 전남 순천시 | 통합진보당 | 20,278 표 | \| \| 16.66% \| | 비례대표 1번 |      | 초선, 민선 6기 |
|          | 16.66%    |      |        |             |            |           |                 |              |      |                |